# Adílson Warken
Adílson Warken (Bom Princípio, 16 de janeiro de 1987) é um ex-futebolista brasileiro que atuava como volante.

## Carreira

### Grêmio
Adílson começou sua carreira no Caxias, equipe onde jogava até sua adolescência. Anos mais tarde, já na categoria de juniores, logo atraiu a atenção do Grêmio, que o contratou. Subiu ao profissional no ano de 2007, sendo uma das principais promessas do clube que tem grande tradição em revelar excelentes volantes para o futebol mundial. Desde que chegou ao novo clube, foi muito comparado com Lucas Leiva, tanto pela semelhança física (ambos são loiros), quanto pela posição em que jogam (ambos são volantes).
Ainda em 2007 Adílson foi campeão gaúcho pelo Grêmio diante do Juventude de Caxias do Sul, rival do tricolor gaúcho. Após um empate em 3–3 no Estádio Alfredo Jaconi, sua equipe goleou por 4–1 no jogo de volta, em partida realizada no Estádio Olímpico Monumental. Na disputa da Copa Libertadores da América, o jogador foi um dos relacionados da lista do técnico Mano Menezes dos 25 convocados do torneio, iniciando sua experiência em torneios internacionais. Sua boa fase começou logo no início do Campeonato Brasileiro, quando se destacou no time B da equipe. Adílson foi muito castigado pelas repetidas lesões nesse ano, seu primeiro após ser promovido aos profissionais do clube. O volante sofreu uma fratura no pé ainda no primeiro semestre, atuando contra o São José, em Cachoeira do Sul. A lesão voltaria a se repetir no segundo semestre, levando Adílson a ser operado e inviabilizando o seu retorno aos gramados até o início de 2008.
No começo de 2008, com a saída do técnico Mano Menezes e de Vagner Mancini (que assumiu o cargo rapidamente) e a entrada do novo treinador, Celso Roth, Adílson foi titular em algumas partidas. No entanto, foi sacado da equipe "por não ter fôlego suficiente para aguentar o jogo inteiro". Pelo resto do ano, Adílson não teve muitas chances. Seu melhor momento ocorreu na primeira fase do Campeonato Gaúcho de 2008. Na ocasião, o Grêmio colocou em campo seus reservas, visto que poupava os titulares para a disputa do Campeonato Brasileiro. Sua equipe acabou eliminada do gauchão no começo do ano para o Juventude nas quartas de finais, mas no Campeonato Brasileiro, fazendo dupla de volantes com Rafael Carioca, Adílson se tornou um dos principais destaques do Grêmio na conquista da melhor campanha do primeiro turno desde que o Campeonato Brasileiro começou a ser disputado no formato de pontos corridos. No segundo turno, seu rendimento continuou o mesmo, com sua características de belo desarmador e organizador do meio de campo gremista. O Grêmio acabou perdendo o campeonato para o São Paulo, mas ainda assim Adílson foi considerado uma das grandes revelações da competição, além de ser um dos melhores volantes daquele ano.
No ano de 2009, seus espaços no Grêmio cresceram após o grande sucesso, o apoio do torcedor e a grave lesão de Willian Magrão, com isso, Adílson assumiu de vez a camisa 11 e virou titular absoluto da equipe do Grêmio pelo Gauchão 2009 e pela Libertadores. No Campeonato Gaúcho, levou sua equipe a final do primeiro turno, mas acabou sendo derrotado pelo Internacional por 2–1, já no segundo, foi eliminado logo nas quartas de finais, saindo da competição com um desempenho abaixo do normal e do esperado pela torcida gremista. Na Libertadores, foi fundamental nos jogos contra o Caracas, da Venezuela, e o Universidad San Martín, do Peru, porém nas semifinais, foi eliminado para o Cruzeiro por 3–1 no jogo de ida, e 2–2 em Porto Alegre. No empate com o time mineiro, recebeu cartão vermelho e chegou a sua terceira expulsão no ano. Já no restante do Campeonato Brasileiro, foi mais uma vez o destaque da equipe. Durante o ano, trabalhou com Paulo Autuori e Marcelo Rospide (interino).
Em 2010 participou do time campeão gaúcho, sendo fundamental na vitória do primeiro jogo da final contra o Internacional; o Grêmio venceu por 2–0 no Estádio Beira Rio.
Recebeu elogios da torcida pelo poder de marcação, mas em 2011 foi criticado pelo técnico Renato Gaúcho pela pequena participação ofensiva.

### Terek Grozny
Adílson passou uma semana analisando a proposta do Terek Grozny e não estava disposto a aceitar a transferência para o futebol russo. Foi quando Rodolfo, ex-Grêmio e que defendeu o Lokomotiv Moscou, conversou com o jogador, melhorou o panorama e garantiu o sucesso da negociação confirmada no dia 20 de dezembro.
O jogador tinha 55% de seus direitos econômicos vinculados ao Grêmio e rendeu ao clube 1,2 milhões de euros (cerca de 2,9 milhões de reais). A diretoria do clube investiu os recursos obtidos com a transferência no pagamento do atacante Marcelo Moreno, que custou 6 milhões de euros aos cofres do clube ao longo de dois anos de parcelamento.
No dia 22 de abril de 2013, contra o Rostov, pela Premier League Russa, o volante marcou seu primeiro gol com a camisa do novo clube, após tabelinha com direito a passe de letra do próprio. Jogando mais adiantado, o "alemão" (como é conhecido) vinha encantando os russos com sua raça e bom futebol; já havia distribuído várias assistências no campeonato.

### Atlético Mineiro
Após rescindir com a equipe russa, o jogador foi anunciado pelo Atlético Mineiro no dia 2 de março de 2017, assinando um contrato de dois anos com o Galo.
Adílson disputou sua primeira final pelo Atlético no dia 7 de maio, conquistando o Campeonato Mineiro após uma emocionante vitória por 2–1 sobre o rival Cruzeiro. Nesta partida, apesar da expulsão no final do jogo, o volante teve grande destaque pelos inúmeros desarmes e muita raça demonstrada.
Preterido no início da temporada de 2018 pelo técnico Oswaldo de Oliveira, sendo relacionado para disputar a Florida Cup juntamente com o time B, Adílson trabalhou forte nos treinos, ganhando novamente seu espaço e se tornando um grande pilar do meio de campo do técnico Thiago Larghi, se destacando com bons números.

### Aposentadoria
Teve sua aposentadoria repentinamente anunciada no dia 12 de julho de 2019, após exames detectarem uma cardiomiopatia hipertrófica que o impedia de continuar exercendo a carreira de atleta profissional.

## Vida pessoal
Descende etnicamente de alemães.

## Estatísticas
Atualizadas até 2 de novembro de 2015

### Clubes
| Clube             | Temporada         | Campeonato nacional | Campeonato nacional | Copa nacional | Copa nacional | Competições continentais¹ | Competições continentais¹ | Campeonato estadual | Campeonato estadual | Total | Total |
| Clube             | Temporada         | Jogos               | Gols                | Jogos         | Gols          | Jogos                     | Gols                      | Jogos               | Gols                | Jogos | Gols  |
| ----------------- | ----------------- | ------------------- | ------------------- | ------------- | ------------- | ------------------------- | ------------------------- | ------------------- | ------------------- | ----- | ----- |
| Grêmio            | 2007              | 10                  | 0                   | —             | —             | —                         | —                         | —                   | —                   | 10    | 0     |
| Grêmio            | 2008              | 3                   | 0                   | 1             | 0             | —                         | —                         | —                   | —                   | 4     | 0     |
| Grêmio            | 2009              | 34                  | 1                   | —             | —             | 12                        | 0                         | 11                  | 0                   | 57    | 1     |
| Grêmio            | 2010              | 28                  | 0                   | 8             | 0             | 1                         | 0                         | 14                  | 0                   | 51    | 0     |
| Grêmio            | 2011              | 23                  | 1                   | —             | —             | 8                         | 0                         | 15                  | 0                   | 46    | 1     |
| Grêmio            | Total             | 98                  | 2                   | 9             | 0             | 21                        | 0                         | 40                  | 0                   | 168   | 2     |
| Terek Grozny      | 2011–12           | 6                   | 0                   | —             | —             | —                         | —                         | —                   | —                   | 6     | 0     |
| Terek Grozny      | 2012–13           | 24                  | 1                   | 3             | 0             | —                         | —                         | —                   | —                   | 27    | 1     |
| Terek Grozny      | 2013–14           | 18                  | 0                   | 3             | 0             | —                         | —                         | —                   | —                   | 21    | 0     |
| Terek Grozny      | 2014–15           | 24                  | 0                   | —             | —             | —                         | —                         | —                   | —                   | 24    | 0     |
| Terek Grozny      | 2015–16           | 13                  | 1                   | 1             | 0             | —                         | —                         | —                   | —                   | 14    | 1     |
| Terek Grozny      | Total             | 85                  | 2                   | 7             | 0             | —                         | —                         | —                   | —                   | 92    | 2     |
| Total na carreira | Total na carreira | 183                 | 4                   | 16            | 2             | 21                        | 4                         | 40                  | 8                   | 260   | 18    |

## Títulos
Grêmio
- Campeonato Gaúcho: 2007 e 2010

Atlético Mineiro
- Campeonato Mineiro: 2017

### Prêmios individuais
- Seleção do Campeonato Gaúcho: 2010
- Troféu Globo Minas – Seleção do Campeonato Mineiro: 2018
- Troféu Guará – Melhor Volante do Ano: 2018